# Biblioteki prezydenckie w Stanach Zjednoczonych

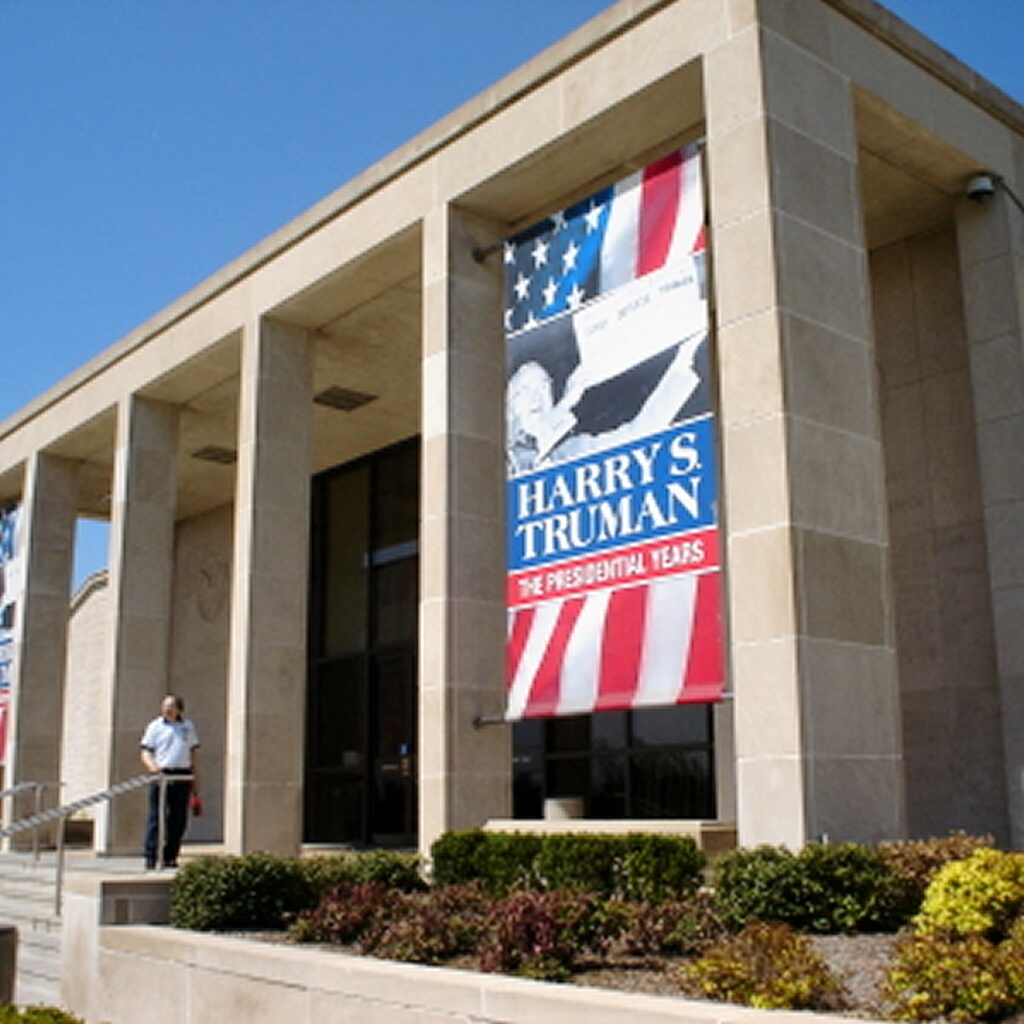
Biblioteka Harry’ego Trumana

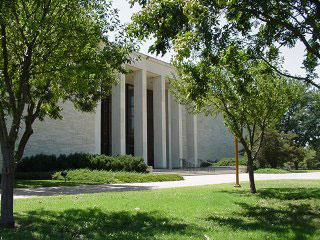
Biblioteka Dwighta Eisenhowera

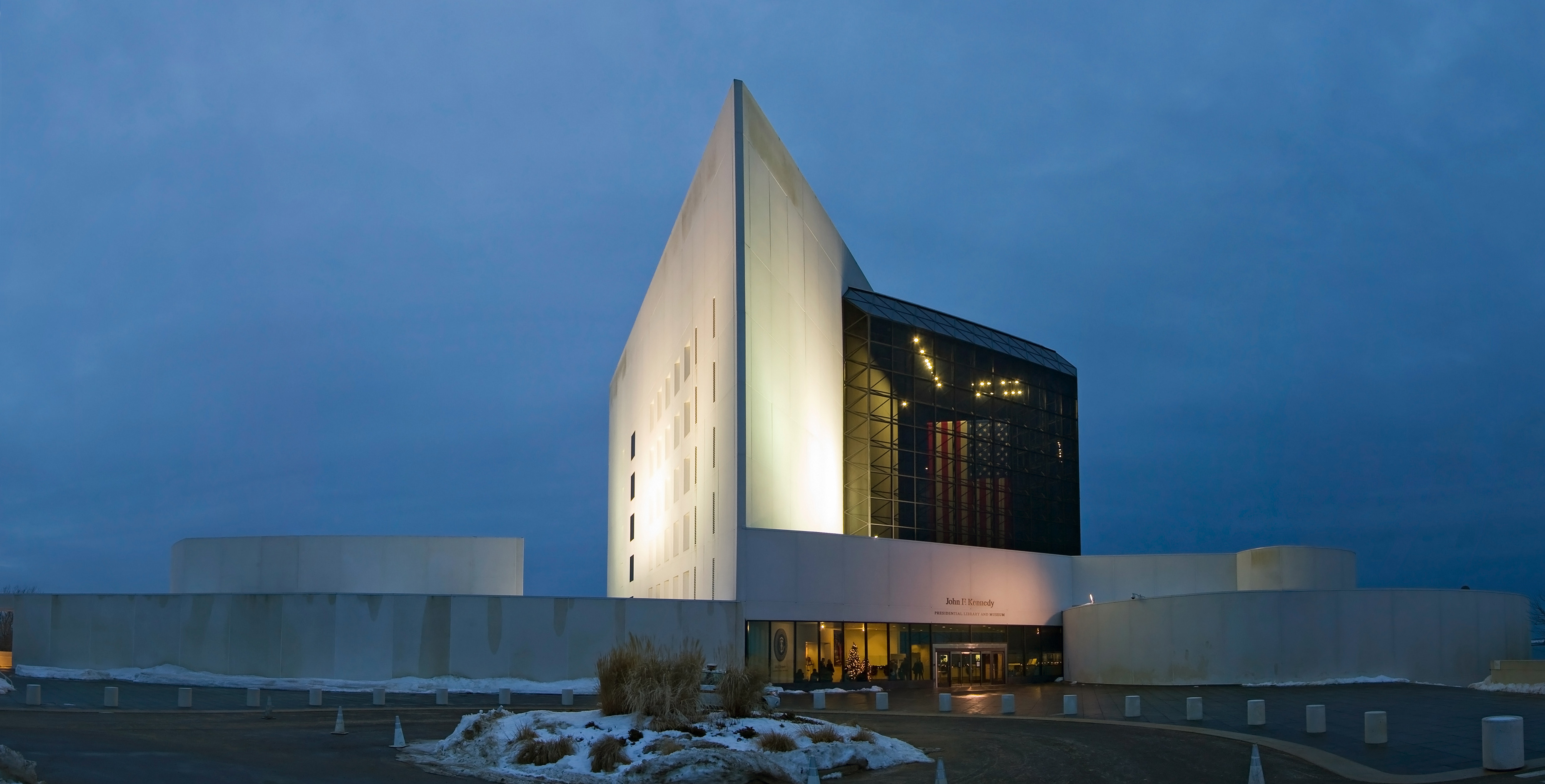
Biblioteka Johna F. Kennedy’ego

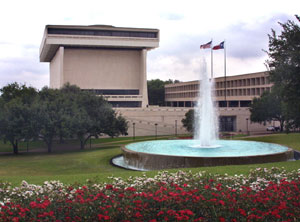
Biblioteka Lyndona B. Johnsona

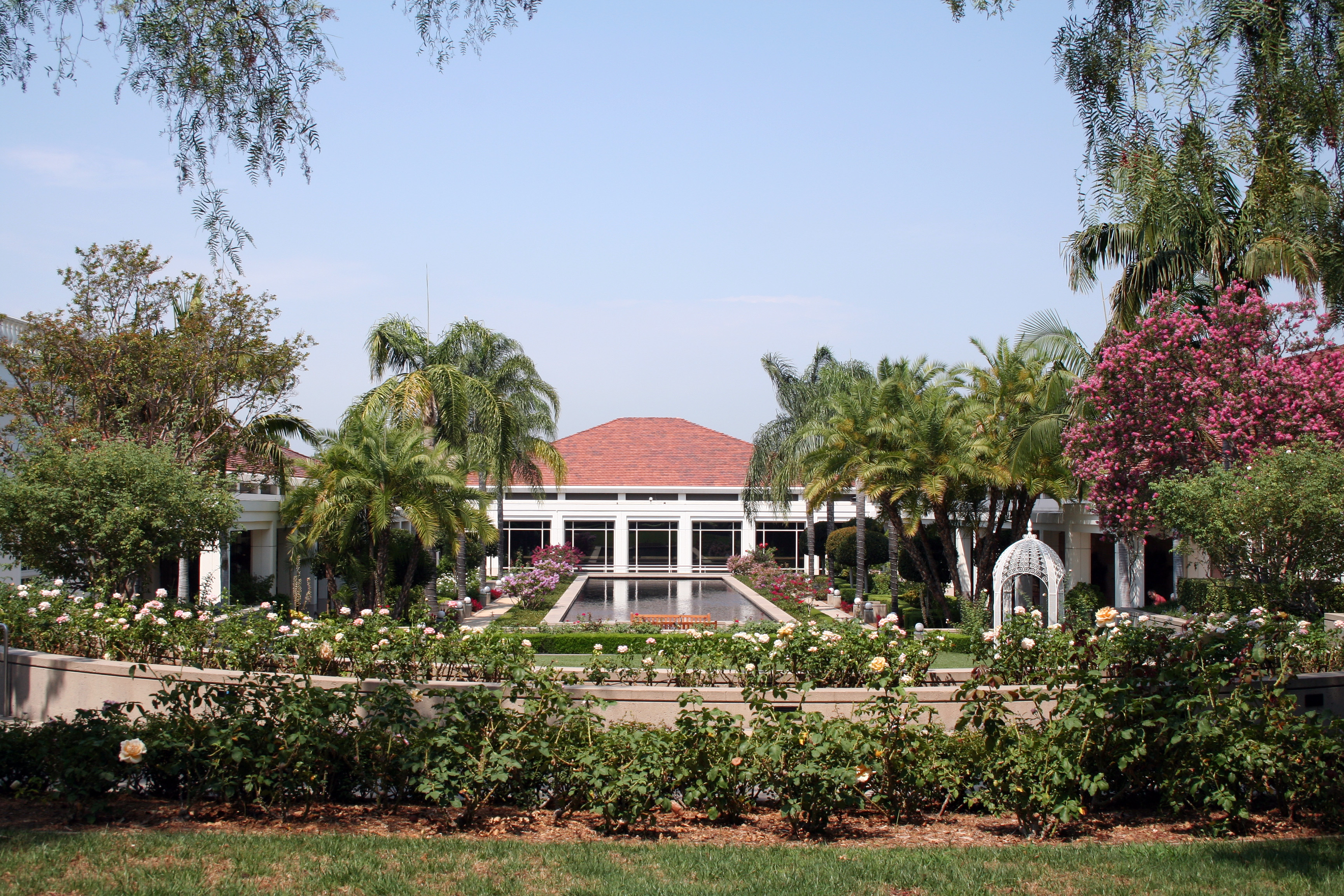
Biblioteka Richarda Nixona

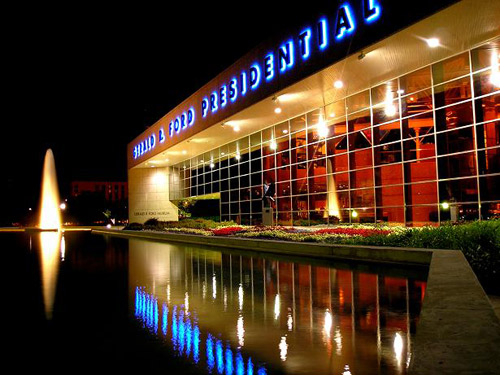
Muzeum Geralda Forda

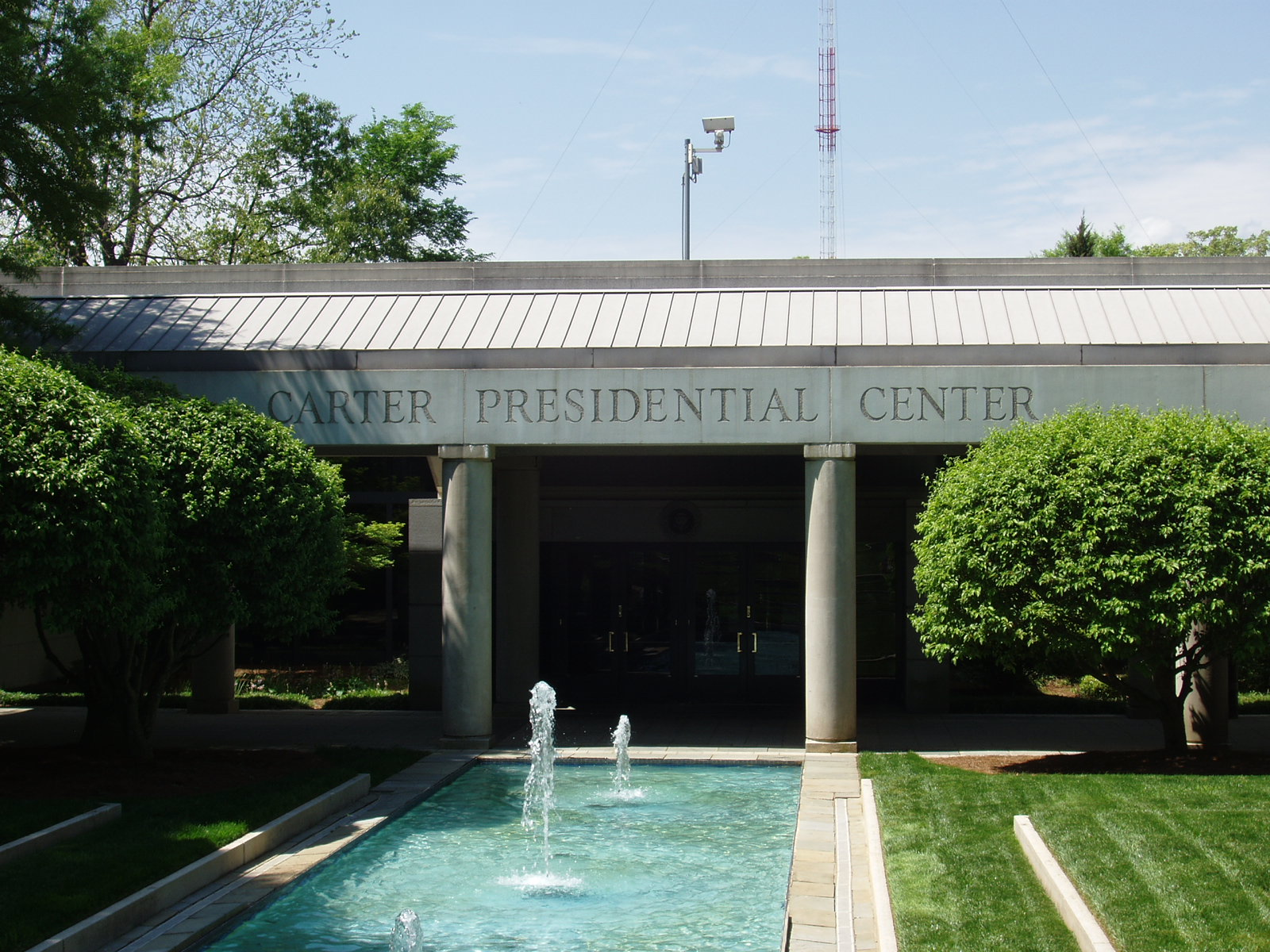
Biblioteka Jimmy’ego Cartera

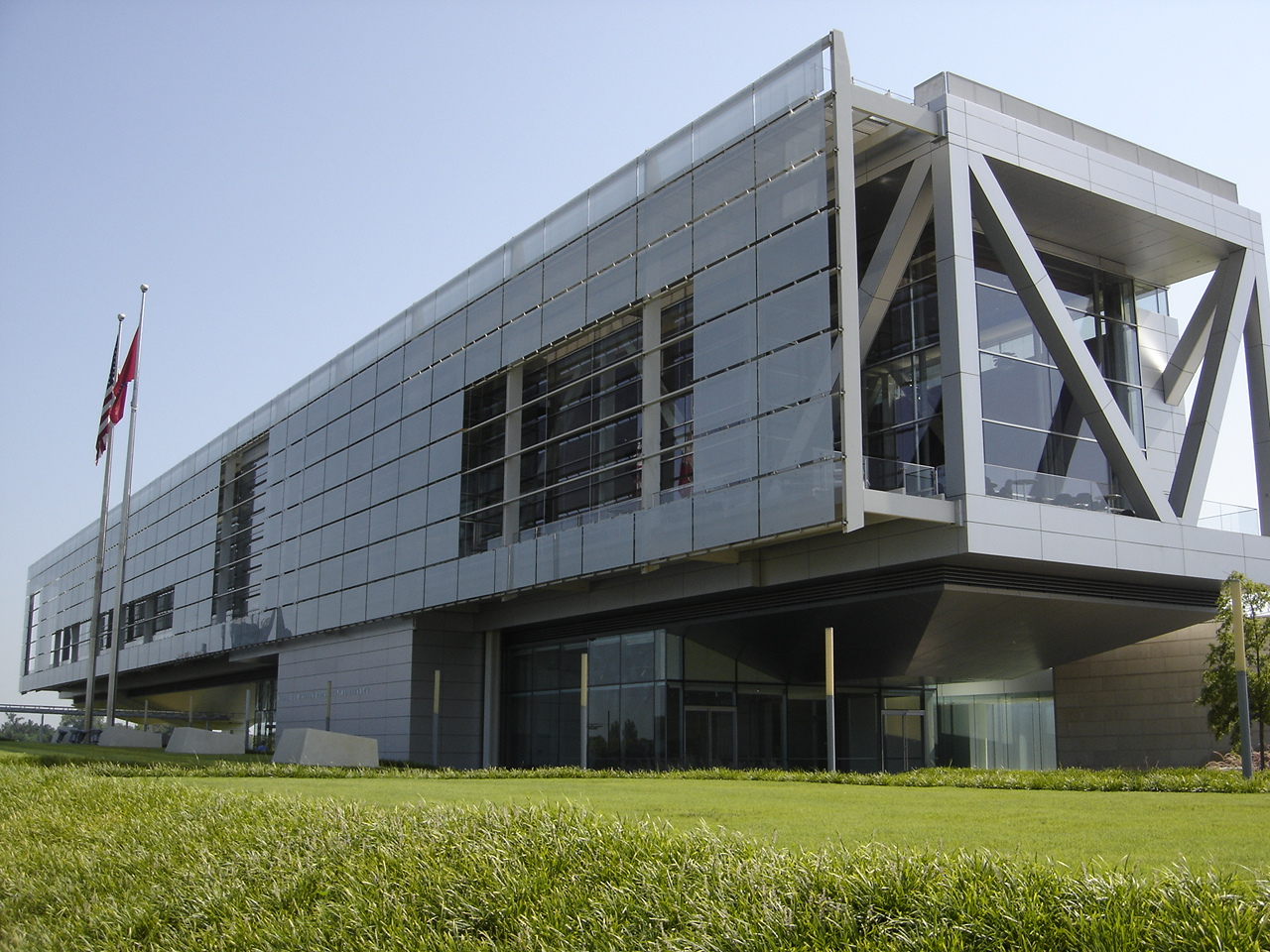
Biblioteka Billa Clintona

Biblioteki prezydenckie (ang. Presidential Libraries) – sieć instytucji naukowo-kulturalnych w Stanach Zjednoczonych, upamiętniających poszczególnych byłych prezydentów USA oraz gromadzących dokumenty, przedmioty i inne zasoby związane z ich prezydenturami. W sensie organizacyjnym większość z nich stanowi część National Archives and Records Administration (Archiwów Narodowych USA, w skrócie NARA), choć istnieją też biblioteki działające poza systemem NARA.

## Historia
Do roku 1978 amerykańskie prawo federalne uznawało wszelkie dokumenty i inne archiwalia wytworzone w okresie urzędowania prezydenta USA za jego własność prywatną. Do 1939 nie istniały żadne systemowe rozwiązania odnośnie do tego, co ustępujący prezydenci powinni robić z tymi materiałami. Wielu z nich przekazywało je bibliotekom lub innym instytucjom kulturalnym, jednak taki sposób działania powodował częste dzielenie kolekcji na mniejsze części, a niekiedy wręcz gubienie lub świadome niszczenie cennych materiałów.
Pierwszym zorganizowanym ośrodkiem gromadzącym archiwalia i inne materiały dotyczące konkretnej prezydentury było tzw. Skrzydło Pamięci (ang. Memorial Wing), utworzone w 1885 za prywatne pieniądze na terenie posiadłości w stanie Ohio, stanowiącej prywatny dom prezydenta Jamesa Garfielda, zamordowanego w 1881 po zaledwie półrocznej prezydenturze. Inicjatorką powstania ośrodka była wdowa po prezydencie Lucretia Garfield.
W 1939 r. prezydent Franklin Delano Roosevelt zrzekł się prawa własności do archiwów swojej prezydentury na rzecz rządu federalnego. Poprosił Archiwa Narodowe o objęcie kolekcji profesjonalnym zarządem i podarował część swojej posiadłości w stanie Nowy Jork na potrzeby swojej przyszłej biblioteki prezydenckiej. W 1950 kolejny prezydent, Harry Truman, również wyraził chęć utworzenia swojej biblioteki i zainicjował działania zmierzające do ustawowego uregulowania tej kwestii. Efektem tych prac była przyjęta w 1955, już podczas prezydentury Dwighta Eisenhowera, ustawa o bibliotekach prezydenckich (Presidential Libraries Act). Wprowadziła ona obowiązujący do dzisiaj mieszany, publiczno-prywatny sposób finansowania bibliotek. Przewiduje on, iż budowa bibliotek nie jest w żaden sposób dotowana z budżetu federalnego, a zatem muszą one powstać za pieniądze prywatne, stanowe lub samorządowe. Z chwilą oddania biblioteki do użytku zarząd nad nią przejmuje NARA i odtąd działalność biblioteki finansowana jest w przeważającej mierze z budżetu tej agendy federalnej.
W 1978 r. przepisy o bibliotekach zostały gruntownie znowelizowane ustawą o archiwach prezydenckich (Presidential Records Act), która odebrała prezydentom prawo własności archiwów ich prezydentury i przysługujące im dotąd prawo do odmowy przekazania tego zasobu archiwalnego pod zarząd NARA. Od tego czasu archiwa prezydenckie stanowią własność federalną, zarządzaną przez NARA. Ustawa wprowadziła również system zarządzania dokumentami, mający na celu zapobieżenie uszczuplaniu zasobu archiwalnego w celu ukrycia działań, które z różnych powodów administracja wolałaby zachować w ścisłej tajemnicy. Przepisy te zostały wprowadzone w następstwie głośnego politycznego i prawnego sporu wokół materiałów z prezydentury Richarda Nixona, co wiązało się z aferą Watergate.

## Organizacja
Obecnie NARA prowadzi biblioteki wszystkich kolejnych prezydentów USA poczynając od Herberta Hoovera. Oprócz części stricte archiwalnej, dostępnej głównie dla badaczy, posiadają one obszerną ekspozycję muzealną dla szerokiej publiczności, zawierającą np. eksponaty z okresu danej prezydentury czy repliki Gabinetu Owalnego z tamtego czasu. Zazwyczaj biblioteka i muzeum stanowią jeden kompleks. Wyjątkiem są obiekty upamiętniające prezydenta Geralda Forda, działające w różnych miejscach jako dwie odrębne instytucje, pozostające jednak pod zarządem NARA.
W przypadku żyjących byłych prezydentów, na terenie bibliotek znajdują się często ich biura osobiste, a nierzadko także biura prowadzonych przez nich fundacji czy organizacji. Wielu prezydentów wybrało także ogrody swych bibliotek jako miejsce swego pochówku.
Oprócz tego istnieje pięć bibliotek wcześniejszych prezydentów, które są finansowane i utrzymywane przez instytucje prywatne lub władze stanowe lub samorządowe. Ponadto wielu prezydentów jest upamiętnionych przez tzw. parki historyczne, działające w miejscach ich urodzenia lub zamieszkania. Parki różnią się od bibliotek tym, iż posiadają wyłącznie część muzealną, natomiast nie przechowują dokumentów lub czynią to w bardzo ograniczonym zakresie.

## Lista instytucji

### Zarządzane przez NARA
| nazwa instytucji                                      | miasto            | stan          |
| ----------------------------------------------------- | ----------------- | ------------- |
| Herbert Hoover Presidential Library and Museum        | West Branch       | Iowa          |
| Franklin D. Roosevelt Presidential Library and Museum | Hyde Park         | Nowy Jork     |
| Harry S. Truman Presidential Museum and Library       | Independence      | Missouri      |
| Dwight D. Eisenhower Presidential Library             | Abilene           | Kansas        |
| John F. Kennedy Presidential Library and Museum       | Boston-Dorchester | Massachusetts |
| Lyndon Baines Johnson Library and Museum              | Austin            | Teksas        |
| Richard Nixon Presidential Library and Museum         | Yorba Linda       | Kalifornia    |
| Gerald R. Ford Museum                                 | Grand Rapids      | Michigan      |
| Gerald R. Ford Presidential Library                   | Ann Arbor         | Michigan      |
| Jimmy Carter Library and Museum                       | Atlanta           | Georgia       |
| Ronald Reagan Presidential Library                    | Simi Valley       | Kalifornia    |
| George Bush Presidential Library & Museum             | College Station   | Teksas        |
| William J. Clinton Presidential Center and Park       | Little Rock       | Arkansas      |
| George W. Bush Presidential Center                    | University Park   | Teksas        |

### Poza systemem NARA
| nazwa instytucji                                 | miasto      | stan          |
| ------------------------------------------------ | ----------- | ------------- |
| Abraham Lincoln Presidential Library and Museum  | Springfield | Illinois      |
| Rutherford B. Hayes Presidential Center          | Fremont     | Ohio          |
| William McKinley Presidential Library and Museum | Canton      | Ohio          |
| Woodrow Wilson Presidential Library              | Staunton    | Wirginia      |
| Calvin Coolidge Presidential Library and Museum  | Northampton | Massachusetts |

### W budowie
| nazwa instytucji                 | miasto  | stan     | planowane otwarcie |
| -------------------------------- | ------- | -------- | ------------------ |
| Barack Obama Presidential Center | Chicago | Illinois |                    |